# Karadžićevo
Karadžićevo (srp. ćir. Караџићево; mađ. Krizsevce), je naselje u Republici Hrvatskoj, u sastavu Općine Markušica, Vukovarsko-srijemska županija. Selo se nekada zvalo Križevci u koje su negdje nakon 1920. naseljeni srpski dobrovoljci "solunaši" koji su nakon Drugog svjetskog rata promijenili ime Križevci u Karadžićevo.

## Stanovništvo
Prema popisu stanovništva iz 2001. godine, naselje je imalo 239 stanovnika te 96 obiteljskih kućanstava.
| broj stanovnika |       |       | 53    | 82    | 98    | 69    | 22    | 289   | 550   | 614   | 589   | 521   | 624   | 411   | 239   | 194   | 126   |
|                 | 1857. | 1869. | 1880. | 1890. | 1900. | 1910. | 1921. | 1931. | 1948. | 1953. | 1961. | 1971. | 1981. | 1991. | 2001. | 2011. | 2021. |

## Domovinski rat
Topovskim granatama iz Markušice i Gaboša sa sjevera te Karadžićeva (Križevaca) sa zapada granatirana je župna crkva u Jarmini te mjesto samo.
Dana 9. studenog 1991. pri pokušaju proboja prema Vukovaru, koji je bio u okruženju tzv. JNA i Srpskih pobunjenika, u selo je pokušala ući Specijalna jedinica policije PU Varaždin, neprijatelj je saznao za njihove planove i u borbama je poginulo petoro policajaca, 28 je ranjeno i jedinica se morala povući. </ref>

## Šport
U naselju je od srpnja 1968. do 1999. godine postojao nogometni klub NK Mladost Karadžićevo, koji sada samo ima ekipu veterana koja se natječe u Nogometnoj ligi veterana Zajedničkog vijeća općina.